# Pozo Cañada
Pozo Cañada è un comune spagnolo situato nella comunità autonoma di Castiglia-La Mancia.

Il comune venne creato nel 2001 come distaccamento da Albacete.